# Luis Dogliotti
Luis Alberto Dogliotti Sambaino (21 giugno 1937 – 27 aprile 2017) è stato un calciatore uruguaiano, di ruolo portiere.

## Carriera

### Club
Giocò sempre nel campionato uruguaiano.

### Nazionale
Nel 1959 partecipò con l'Uruguay al Campeonato sudamericano che si tenne in Ecuador, riuscendo a conquistarlo pur senza mai essere sceso in campo.

## Palmarès

### Club

#### Competizioni nazionali
- Campionato uruguaiano: 1

Nacional: 1969

### Nazionale
- Coppa America: 1

Ecuador 1959